# Vila Cavalcante
Vila Cavalcante é um bairro da cidade de Patos, estado da Paraíba.

## Histórico
O Conjunto Residencial Vila Cavalcante foi construído em terreno adquirido Prefeitura Municipal de Patos, no Governo de José Cavalcanti. Foi a obra mais marcante do prefeito José Cavalcanti da Silva, uma vez que a prefeitura bancou o material necessário e a mão de obra ficou por conta dos beneficiados, o que repercutiu na grande imprensa. O bairro não possui base legal, mas é mencionado em diversas leis municipais, dentre elas a de nº 1.314/80, que faz referência à localização da Rua Euclides Franco de Medeiros, como sendo bairro da Vila Cavalcante.
A partir do dia 19 de maio de 1995, a Lei Municipal 2.152/95 reconheceu de utilidade pública a Associação Comunitária da Vila Cavalcante, com sede e foro em Patos, de acordo com a publicação diário oficial de 10 de fevereiro de 1989. A entidade foi criada em 1989. Em 9 de maio de 2000, a Lei Municipal 2.904/2000 autoriza a doação de um terreno para a construção da sede da referida associação comunitária.